# Banda Ku
La banda Ko ("Kurz-unten band") és una porció de l'espectre electromagnètic en el rang de les microones que va dels 12 als 18 GHz. La banda K o s'usa principalment en les comunicacions Comunicacions per satèl·lit, i la televisió un dels seus principals usos. Aquesta banda es divideix en diferents segments que canvien per regions geogràfiques d'acord amb la Unió Internacional de Telecomunicacions. La cadena televisiva estatunidenca NBC va ser la primera a utilitzar aquesta banda per les seves transmissions el 1983.

## Segments i regions

### Amèrica
La majoria del continent americà es troba dins de la Regió 2 de la ITU, on els 11/7 a 12/2 GHz (LOF 10.750 GHz) estan assignats als satèl·lits de serveis fixos. Hi ha més de 22 satèl·lits d'aquest tipus orbitant en Amèrica del Nord, cada un amb entre 12 i 24 transpondedores de 20 a 120 W cada un, i que requereixen antenes d'entre 0,8 i 1.4 m per una recepció clara.
El segment dels 12/2 als 12/7 GHz (LOF 11.250 GHz) s'assigna als satèl·lits de serveis de broadcast ing. Aquests satèl·lits compten amb entre 16 i 32 transpondedores de 27 MHz d'amplada de banda amb una potència d'entre 100 i 240 watts; permeten l'ús d'antenes tan petites com de 45 cm.

### Europa i Àfrica
Els segments en aquestes regions es representen per la Regió ITU 1 i es tracten de les bandes d'11.45 a 11/7 i 12.5 a 12.75 GHz, utilitzades per a serveis satelitals fixos, amb una banda de pujada dels 14 als 14/5 GHz
A Europa, s'usen dels 10/7 als 12.75 GHz a la banda K  o  per a serveis de broadcasting, com SES Astra.

## Limitacions
Els senyals de banda K  o  poden ser afectades per l'absorció per pluja. En el cas de la recepció de TV, només la pluja pesada (major a 100 mm/h) tindrà efectes que pugui notar l'usuari.

## Bandes de microones
L'espectre de microones es defineix usualment com l'energia electromagnètica que va des d'aproximadament 1 GHz fins a 100 GHz de freqüència, encara que un ús més antic inclou freqüències una mica més baixes. La majoria de les aplicacions més comunes es troben dins del rang d'1 a 40 GHz. Les bandes de freqüències de microones, segons la definició de la Radio Society of Great Britain (RSGB), es mostren en el següent quadre :
| banda L  | 1 to 2 GHz     |
| banda S  | 2 to 4 GHz     |
| banda C  | 4 to 8 GHz     |
| banda X  | 8 to 12 GHz    |
| banda Ku | 12 to 18 GHz   |
| banda K  | 18 to 26.5 GHz |
| banda Ka | 26.5 to 40 GHz |
| banda Q  | 30 to 50 GHz   |
| banda U  | 40 to 60 GHz   |
| banda V  | 50 to 75 GHz   |
| banda E  | 60 to 90 GHz   |
| banda W  | 75 to 110 GHz  |
| banda F  | 90 to 140 GHz  |
| banda D  | 110 to 170 GHz |